# Protomystides exigua
Protomystides exigua är en ringmaskart som först beskrevs av Eliason 1962.  Protomystides exigua ingår i släktet Protomystides och familjen Phyllodocidae. Arten är reproducerande i Sverige. Inga underarter finns listade i Catalogue of Life.